# Dirk Rohrbach (Eishockeyspieler)
Dirk Rohrbach (* 30. Juli 1972 in Weißwasser, DDR) ist ein ehemaliger deutscher Eishockeyspieler. Seit 2006 arbeitete er zunächst als Co-Trainer, von Beginn der Saison 2009/10 bis Dezember 2015 als Trainer der Lausitzer Füchse.

## Karriere als Spieler
Rohrbach lernte das Eishockeyspielen in den Jugendmannschaften des ES Weißwasser, mit denen er 1992/93 in der Junioren-Bundesliga spielte. In der Saison 1992/93 spielte er für die Profimannschaft des ESW in der 2. Eishockey-Bundesliga, wechselte in der Folgesaison zum Ligakonkurrenten EC Hannover. Nach mehreren Spielzeiten beim Herner EV und beim ETC Crimmitschau kehrte er in die Lausitz zurück. Bis auf die Saison 2003/04, die er verletzungsbedingt aussetzen musste, spielte er bis 2006 für die Lausitzer Füchse in der 2. Bundesliga.

## Karriere als Trainer
Nach seiner aufgrund mehrerer Verletzungen vorzeitig beendeten Spielerkarriere war Rohrbach neben Trainer Fred Carroll zunächst Spielerberater der Lausitzer Füchse, später Co-Trainer von Thomas Popiesch bei den Lausitzer Füchsen und war seit dessen Abgang zum Dauerrivalen Dresdner Eislöwen seit der Saison 2009/10 selbst Trainer. In seiner ersten Saison erreichte er mit seiner Mannschaft durch Siege über die Eislöwen die Play-offs und scheiterte erst am späteren Meister und DEL-Aufsteiger EHC München. Trotz einer Niederlagenserie von 19 Spielen und einem 10-Punkte Rückstand auf dem letzten Platz der Hauptrunde konnte er mit seiner Mannschaft in seiner zweiten Trainersaison die Play-downs 2010/11 ohne Niederlage beenden und somit die Klasse halten. In den vier folgenden Spielzeiten der 2. Eishockey-Bundesliga – seit 2013/14 DEL2 – erreichte er mit seiner Mannschaft jeweils die Play-offs.
Am 15. Dezember 2015 wurde sein Vertrag bei den Lausitzer Füchsen in beiderseitigem Einvernehmen nach einer Niederlagenserie, die den Sportverein auf den vorletzten Platz führte, aufgelöst.
Seit Januar 2017 ist Rohrbach alleiniger Geschäftsführer der Lausitzer Füchse, zuvor gab es mit Matthias Kliemann einen zweiten Geschäftsführer.

## Karrierestatistik
(Legende zur Spielerstatistik: Sp oder GP = absolvierte Spiele; T oder G = erzielte Tore; V oder A = erzielte Assists; Pkt oder Pts = erzielte Scorerpunkte; SM oder PIM = erhaltene Strafminuten; +/− = Plus/Minus-Bilanz; PP = erzielte Überzahltore; SH = erzielte Unterzahltore; GW = erzielte Siegtore; 1 Play-downs/Relegation; Kursiv: Statistik nicht vollständig)